# 稲田孝
稲田 孝（いなだ たかし、1915年 - 2005年）は、日本の中国文学者。
1940年東京帝国大学文学部支那文学科卒。東京学芸大学助教授、教授、1978年定年退官、名誉教授、杏林大学教授、日本大学文理学部教授。

## 著書
- 『新・老子列子物語』中国古典物語・河出書房新社 1958
- 『中国の神話伝説 中国史談』 河出書房新社 1959
- 『不信の哲学-韓非子』現代人のための中国思想叢書・新人物往来社 1973
- 『老子を読む』勁草書房 1982
- 『聊斎志異 玩世と怪異の覗きからくり』講談社選書メチエ 1994　
  - 『聊斎志異を読む 妖怪と人の幻想劇』講談社学術文庫 2001

### 共編著
- 『春秋を読む』常石茂共著 勁草書房 1988
- 『ポケット中国の故事名言集』立間祥介・村松暎共編 平凡社 1997

### 翻訳
- 『中国古典文学全集 聊斎志異』松枝茂夫・増田渉・常石茂共訳 平凡社（全2巻） 1958-59。
  - 新版・平凡社 中国古典文学大系（全2巻） 1970-71、復刊1994。普及版「奇書シリーズ」
  - 改訂版・平凡社ライブラリー（全6巻） 2009-2010
- 『中国古典文学全集 儒林外史』平凡社 1960。新版「中国古典文学大系」1968
- 『艾青訳詩集 芦の笛 現代中国の詩星』勁草出版サービスセンター 1987

## 註
1. ↑  http://www.amazon.co.jp/dp/4061594923
2. ↑  『官報』4005号
3. ↑  『全国大学職員録』1980年